# Ferdinand Försch
Ferdinand Försch (* 15. Januar 1951 in Bad Brückenau) ist ein deutscher Musiker, Komponist, Klangkünstler und Instrumentenbauer.

## Werdegang
Ferdinand Försch studierte von 1972 bis 1980 Komposition, Perkussion und Elektronische Musik in Würzburg und Stuttgart. Er betätigte sich Anfang der 1980er Jahre auch unter dem Pseudonym 
Herbert F. Bairy als Rockmusiker. 
1982 lernte er während eines mehrwöchigen Seminars in England den amerikanischen Avantgarde-Komponisten John Cage kennen, der ihn für sein weiteres Schaffen inspirierte. Seither entwickelt und baut er neuartige Musikinstrumente. Für sie schreibt er seine Kompositionen,  die er weltweit bei Performances und Konzerten aufführt.
Försch arbeitete immer wieder mit Musikern unterschiedlicher ethnischer und stilistischer Herkunft zusammen wie in dem Duo-Projekt „Von Bach bis Hendrix“, mit dem Geiger Tracy Silverman aus Nashville oder mit dem kalifornischen Gitarristen David Tanenbaum und dem indischen Perkussionisten Trilok Gurtu. In Zusammenarbeit mit der Tänzerin und Choreographin Iris Tenge entstanden mehrere Ballettmusiken und Ballettfilme.
In den Jahren 1986 bis 1988 konzentrierte er vor allem auf den Bau von "Klangbildern" und Klangskulpturen. Im Wechselspiel von Klang und Visualisierung entstanden aus Intervallabfolgen wie c-a-g-e und b-a-c-h skulpturale Arbeiten, also Bilder, Plastiken und Installationen, die sich dem Betrachter gleichermaßen auf optischem wie auf musikalischem Wege erschließen.
1994 erhielt er Lehraufträge an der Universität Lüneburg und der Kunstakademie Stuttgart. 1997 zog Försch von Schloß Wotersen nach Hamburg, wo er das KlangHaus als experimentelles Forum für Konzertveranstaltungen, Ausstellungen und Performances eröffnete. 

## Werke

### Kompositionen
- A Touch of Toccata, Ballettmusik, 2011
- Sonata Vertigo, Ballettmusik,  2010
- My road movies, Ballettmusik, 2010
- M4C, Kompositionszyklus, 1993/94

### Videos
- AirPace Crash, 2006
- Ferdinand Försch Live – short cuts – Museum Ludwig Koblenz, 2004

### Filmmusiken
- 1999: Hans Warns – Mein 20. Jahrhundert (Regie: Gordian Maugg)
- 2001: Zutaten für Träume (Regie: Gordian Maugg)
- 2005: Zeppelin! (Regie: Gordian Maugg)

### CDs
- Traumspiel, in-akustik, 2010
- 4 Cage, Edition al segno. 1999
- Bach 4/7, Q.-tip musivc,  1995
- Traumspiel, Sandra Music productions. 1980

## Ausstellungen
- Ferdinand Försch,  Galerie Wiechern, Hamburg, 2007
- Form und Klang Amtsrichterhaus Schwarzenbek, 2005

## Konzerte
- 7. Avantgardefestival in Schiphorst, 2010
- World Drum Festival, Hamburg, 1999
- Schleswig-Holstein Musikfestival, 2001
- The Kitchen, New York
- Shanghai Art Festival
- Weltmusikfestival Murnau, 2004

## Auszeichnungen
- 1983 Stipendiat beim International Dance Course for Professional Choreographers and Composers. University of Surrey, Guildford
- 1995 Kulturpreis der Lauenburger Akademie für Wissenschaft und Kultur